# Union des Églises évangéliques arméniennes de France
L'Union des Églises évangéliques arméniennes de France est une association chrétienne évangélique, issue de la diaspora arménienne présente en France. Elle est membre de la Fédération protestante de France et du CNEF.

## Histoire
L'Union est fondée en 1924. En 2022, elle compterait 10 églises membres . 
Elle publie un périodique bilingue (français/arménien) : Le messager, ou Panper en arménien.

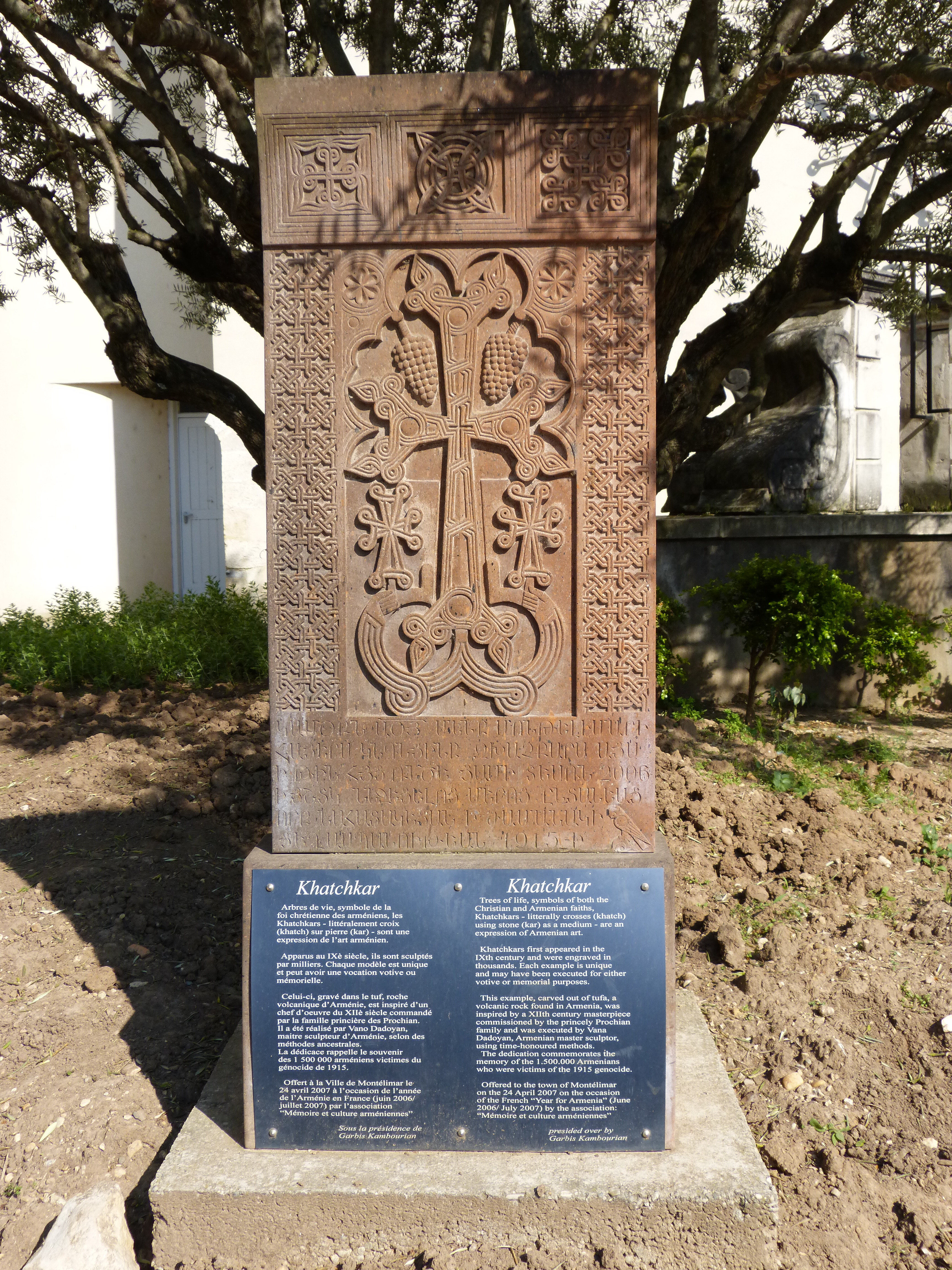
Khatchkar dressé devant le temple de l'église évangélique arménienne à Montélimar.

## Croyances
La dénomination est membre de la Fédération protestante de France et du CNEF.